# René Clérel de Tocqueville
Pour les autres membres de la famille, voir Famille Clérel de Tocqueville.
Augustin-René Clérel, vicomte de Tocqueville (1er septembre 1834, Le Pecq - 14 janvier 1917, Le Tréport), est un militaire et homme politique français. Il est le petit-fils d'Hervé Clérel de Tocqueville et de Augustin-Charles-Alexandre Ollivier.

## Biographie
René de Tocqueville s'engagea en 1854 aux chasseurs d'Afrique, fit la campagne d'Afrique, puis celle d'Italie comme porte-guidon du maréchal de Mac-Mahon, fut attaché à l'expédition de Chine comme officier de cavalerie à l'état-major du général Cousin-Montauban, et à celle de Cochinchine comme aide de camp de l'amiral Charner. Capitaine aux guides en 1863, il donna sa démission, et se porta sans succès candidat indépendant dans la Manche, aux élections de 1869 pour le Corps législatif. 
Nommé conseiller général de la Manche, pour le canton de Saint-Pierre-Église, il vit son élection invalidée pour vice de forme. Il reprit du service pendant la guerre de 1870, comme lieutenant-colonel du 72e mobile de la Manche, à l'armée de Chanzy, et perdit sa femme, qui, faite prisonnière par les Prussiens, pendant qu'elle soignait les blessés, mourut des fatigues et des souffrances de sa captivité. 
Tocqueville protesta, sous l'administration du duc de Broglie, contre la révocation de son oncle, Hippolyte Clérel de Tocqueville, comme maire de Nacqueville, bien qu'il ne fût pas absolument d'accord avec lui en politique. Propriétaire du château de Tourlaville et maire de cette commune, il se présenta à la députation. le 20 février 1876, comme candidat « conservateur constitutionnel » dans l'arrondissement de Cherbourg, et fut élu, au second tour de scrutin face à François La Vieille, républicain, et La Germonière. Il appartint à la minorité conservatrice et soutint le gouvernement du 16 mai. Candidat officiel, le 14 octobre 1877, dans le même arrondissement, il échoua cette fois avec 7 986 voix, contre 9 559 à l'élu républicain, La Vieille, et ne se représenta plus.

## Distinctions
- Officier de la Légion d'honneur (3 décembre 1871)[2]

## Sources
- « René Clérel de Tocqueville », dans Adolphe Robert et Gaston Cougny, Dictionnaire des parlementaires français, Edgar Bourloton, 1889-1891 [détail de l’édition]